# Modest Busquets Oliva
Modest Busquets Oliva (Reus, 1856 - Gràcia (Barcelona) 1880) va ser un escriptor i periodista català fill de Modest Busquets i Torroja.
Als dos anys la seva família es traslladà a Barcelona, on el seu pare treballava a l'editorial "La Maravilla". Amb bona cultura, començà a escriure de molt jove, com a redactor o col·laborador, a revistes de Reus i Barcelona, com ara l'Eco del Centro de Lectura, El Porvenir de la Industria, El Parthenon, El Robinsón, La Campana de Gràcia, L'Avi, La Gorra de cop, Los Jochs Florals, Lo Campanar de Reus, i altres. Va escriure, en col·laboració, "Los Tres cents del Bruch", obra representada al Teatre Espanyol, i en col·laboració amb Miquel Palà, la sarsuela "Dotzena de Frare", estrenada al primitiu Teatre Novetats. Va col·laborar també a l'obra Los mil y un epigramas, publicada per l'editor Miquel Pujol Martínez el 1878. Va morir a Gràcia amb 24 anys.